# Civitas Treverorum
La Civitas Treverorum era una civitas en una parte de la provincia Galia Bélgica del Imperio romano. Comprendía el territorio de los tréveros. El lugar principal era Augusta Treverorum en la orilla del Mosela. En el este, el territorio de la civitas llegaba hasta el Rin, la frontera de la provincia, en el oeste al lado del Mosa hasta la Civitas Remorum, el territorio de los remos, en el norte en la cuenca media de los ríos Sûre y Prüm hasta la Civitas Tungrorum, el territorio de los tungros, y en el sur hasta la Civitas Mediomatricorum, el territorio de los mediomátricos.